# 92.º Congresso dos Estados Unidos
O Nonagésimo segundo Congresso dos Estados Unidos foi uma reunião do poder legislativo do governo federal dos Estados Unidos, composto do Senado dos Estados Unidos e a Câmara dos deputados dos Estados Unidos. Ele reuniu-se em Washington, DC, de 3 de janeiro de 1971, a 3 de janeiro de 1973, durante o terceiro e quarto anos da Presidência de Richard Nixon.
A designação dos lugares nesta câmara dos deputados foi baseada no Censo de 1960. Ambas as câmaras tinham uma maioria democrática.

## Principais eventos
A legislação sobre a partilha de receitas, que era uma das prioridades do então presidente Richard Nixon para o ano, foi um importante evento do congresso. Nixon assinou a lei no Independence Hall, localizado na cidade de Philadelphia. A lei ganhou o apoio de muitos oficiais do estado e autoridades locais, incluindo o prefeito José Alioto, de São Francisco, cuja cidade recebeu US$27 milhões de dólares em receita de compartilhamento no primeiro ano. Alito afirmou, na ocasião, "que [o incremento orçamentário] efetivamente irá permitir-nos atingir aqueles programas que até agora estavam impossibilitados pelo difícil orçamento que tínhamos."

## Principais legislações
- 18 de Dezembro de 1971: Alaska Native Claims Settlement Act, Pub.L. 92–203, 8585 Stat. 688Stat.85 Stat. 688
- 23 de Dezembro de 1971: National Cancer Act, Pub.L. 92–218, 8585 Stat. 778Stat.85 Stat. 778
- 7 de Fevereiro de 1972: Federal Election Campaign Act, Pub.L. 92–225,
- 8686 Stat. 3Stat.86 Stat. 3
- 24 de Março de 1972: Equal Employment Opportunity Act, Pub.L. 92–261, 8686 Stat. 103Stat.86 Stat. 103
- 23 de Junho de 1972: Title IX Amendment of the Higher Education Act, Pub.L. 92–318, 8686 Stat. 235Stat.86 Stat. 235
- 6 de Outubro de 1972: Federal Advisory Committee Act, Pub.L. 92–463, 8686 Stat. 770Stat.86 Stat. 770
- 18 de Outubro de 1972: Federal Water Pollution Control Amendments of 1972, Pub.L. 92–500, 8686 Stat. 816Stat.86 Stat. 816
- 21 de Outubro de 1972: Marine Mammal Protection Act, Pub.L. 92–522, 8686 Stat. 1027Stat.86 Stat. 1027
- 27 de Outubro de 1972: Consumer Product Safety Act, Pub.L. 92–573, 8686 Stat. 1207Stat.86 Stat. 1207
- 27 de Outubro de 1972: Noise Control Act, Pub.L. 92–574, 8686 Stat. 1234Stat.86 Stat. 1234
- 27 de Outubro de 1972: Coastal Zone Management Act, Pub.L. 92–583, 8686 Stat. 1280Stat.86 Stat. 1280

## Emendas Constitucionais aprovadas
- 23 de março de 1971: Vigésima sexta Emenda da Constituição dos Estados Unidos (ratificada em 1 de julho de 1971)
- 22 de março de 1972: Distrito de Columbia Direitos de Voto Alteração (não ratificada)

## Resumo dos Partidos
A contagem abaixo identifica as filiações dos partidos no início da primeira sessão do Congresso, e inclui membros de vagas e estados recém-admitidos quando foram empossados. 

### Senado

Classificação do partido no dia da abertura do 92º Congresso
54 Democratic Senators
1 Independent Senator, caucusing with Democrats
44 Republican Senators
1 Conservative Senator, caucusing with Republicans

- Democrata: 54 (maioria)
- Republicano: 44
- Conservador: 1
- Independente: 1

- Total: 100

### Câmara dos deputados

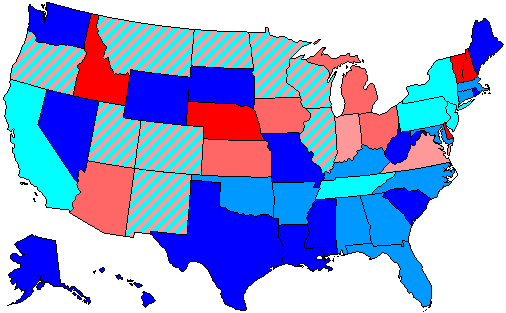

| Vagas na Câmara por partido tendo pluraridade no estado | Vagas na Câmara por partido tendo pluraridade no estado |
| ------------------------------------------------------- | ------------------------------------------------------- |
| 80% Democratic                                          | 80%+ Republican                                         |
| 60%+ to 80% Democratic                                  | 60%+ to 80% Republican                                  |
| up to 60% Democratic                                    | up to 60% Republican                                    |

- Democrática: 255 (58.6%)(maioria)
- Republicano: 180 (41.4%)
- Total: 435

## Liderança

### Senado
- O presidente do Senado: Spiro Agnew (R)
- O presidente pro tempore:
  - Richard Russell, Jr. (D), até 21 de janeiro de 1971
  - Allen J. Ellender (D), 22 De Janeiro De 1971 – 27 De Julho De 1972
  - James Eastland (D), a partir de 28 de julho de 1972
- Presidente Permanente em exercício pro tempore: Lee Metcalf (D)

#### Liderança Democrática (Maioria)
- MLíder da maioriar: Mike Mansfield
- Majority Whip: Robert Byrd
- Caucus Secretary: Frank Moss

#### Liderança Republicana (Minoria)
- Minority Leader: Hugh Scott
- Minority Whip: Robert P. Griffin
- Republican Conference Chairman: Margaret Chase Smith
- Republican Conference Secretary: Norris Cotton
- National Senatorial Committee Chair: Peter H. Dominick
- Policy Committee Chairman: Gordon L. Allott

### Câmara dos deputados
- Presidente: Carl Albert (D)

#### Liderança Democrática (Maioria)
- Majority Leader: Hale Boggs
- Majority Whip: Tip O'Neill
- Democratic Caucus Chairman: Olin E. Teague
- Caucus Secretary: Leonor Sullivan

#### Liderança Republicana (Minoria)
- Minority Leader: Gerald Ford
- Minority Whip: Leslie C. Arends
- Conference Chair: John B. Anderson
- Policy Committee Chairman: John Jacob Rhodes

## Convenções partidárias
- Congressional Black Caucus
- House Democratic Caucus

## Membros
Esta lista é organizada por câmara, depois por estado. Os senadores são listados por ordem de antiguidade, e os representantes são listados por distrito.

### Senado
Os senadores são popularmente eleitos em todo o estado a cada dois anos, com um terço começando novos termos de seis anos com cada Congresso. Precedendo os nomes na lista abaixo estão os números de classe do senado, que indicam o ciclo de sua eleição. Neste congresso, a classe 1 significou que seu mandato começou com este congresso, exigindo reeleição em 1976; classe 2 significava que seu mandato terminou com este congresso, exigindo reeleição em 1972; e a classe 3 significou que seu termo começou no último congresso, exigindo a reeleição em 1974.

### Câmara dos deputados
Os nomes dos membros da Câmara dos Deputados são precedidos pelos números dos seus distritos.

## Alterações na filiação
A contagem abaixo reflete as mudanças desde o início da primeira sessão deste congresso.

### Senado
- Substituições: 3
  - Democratas: nenhuma mudança líquida
  - Republicanos: nenhuma mudança líquida
- Mortes: 3
- Renúncias:
- Total de lugares com alterações: 3

### Câmara dos deputados
- Substituições: 10
  - Democratas: nenhuma mudança líquida
  - Republicanos: nenhuma mudança líquida
- Mortes: 8
- Renúncias: 6
- Total de lugares com alterações: 16

## Comitês
Listas de comitês

### Senado
- Da aeronáutica e do Espaço Ciências
- A agricultura e a Silvicultura
- Dotações
- Comércio
- Distrito de Columbia
- A Igualdade De Oportunidades Educacionais
- Finanças
- Relações Exteriores
- Operações Governamentais
- Interior e Insular Assuntos
- Poder Judiciário
- Trabalho e Bem-estar Público
- Nutrição e Necessidades Humanas
- De Obras Públicas
- Segredo e Documentos Confidenciais do Governo (Especial)
- Pequenos Negócios
- Normas e Conduta
- Subcomissão de Segurança Interna

### Câmara dos deputados
- Agricultura
- Dotações
- Bancária e de Moeda
- Distrito de Columbia
- Educação e Trabalho
- Negócios Estrangeiros
- Operações Governamentais
- Casa De Administração
- Interior e Insular Assuntos
- De Segurança Interna
- Da Marinha mercante e da Pesca
- Os correios e o Serviço Civil
- Regras
- Ciência e Astronáutica
- Pequenos Negócios
- Padrões de Oficial de Conduta
- Transporte e Infraestrutura
- Veterans' Affairs
- Formas e Meios

### Comissões mistas
- De Energia Atômica
- Congresso De Operações
- Defesa De Produção
- Económica
- A Biblioteca
- Navajo-Índios Hopi Administração
- De Impressão
- Redução da Desnecessários Gastos Federais
- Tributação

## Funcionários e diretores de órgãos legislativos

### Diretores de agências do ramo legislativo
- Arquiteto do Capitólio: Jorge M. Branco, nomeado em 27 de janeiro de 1971
- Médico do Congresso dos Estados Unidos: Rufus Pearson
- Controladoria-Geral dos Estados Unidos: Elmer B. Staats
- O bibliotecário do Congresso: Lawrence Quincy Mumford
- Impressora pública dos Estados Unidos: Adolphus N. Spence (até 1972)

### Senado
- Capelão: Edward L. R. Elson (presbiteriano), eleito a 9 de janeiro, 1969
- Secretário: Francisco R. Valeo
- Partido Democrático Secretário: J. Stanley Kimmitt
- Partido Republicano Secretário: J. Marcos Trice
- Sargento de Armas:
  - Robert G. Dunphy de Rhode Island, até 30 de junho de 1972 (demitiu-se)
  - William H. Wannall de Maryland, eleito 1º de julho de 1972

### Câmara dos deputados
- Secretário: W. Pat Jennings
- Sargento de Armas:
  - Zeake W. Johnson, do Tennessee, 21 de janeiro de 1971 a 30 de setembro de 1972 (demitiu-se)
  - Kenneth R. Harding, de Nova York, 1 de outubro de 1972 – 30 de setembro de 1972 (demitiu-se)
- Porteiro: William M. Miller
- Postmaster: H. H. Morris, 21 de janeiro de 1971 a 30 de junho de 1972 (demitiu-se)
  - Robert V. Rota, a partir de 1º de julho de 1972
- Parlamentar: Lewis Deschler
- Capelão: Edward G. Trava (Metodista), eleito em 10 de janeiro, 1967